# 西伯利亞國旗
西伯利亞國旗（俄語：Флаг Сибири）是西伯利亞的官方國旗，以綠色與白色為主要色調，最早在俄羅斯內戰中首次採用，內戰結束後成為西伯利亞地區主義活動用旗。

## 設計
西伯利亞國旗最早出現在1853年，是喀山伏爾加河沿岸聯邦大學的旗幟，其配色主要參考當時托木斯克省的省徽，大部分西伯利亞的學生都來自於此。
隨後，在1917年8月5日，由西伯利亞地方主義者召集的西伯利亞公共組織會議召開。並一致通過了一面旗幟，即今天的西伯利亞國旗，描述稱該旗幟為白色和綠色。白色代表西伯利亞白雪，綠色代表西伯利亞針葉林。並在俄羅斯內戰中首次使用。
| 顏色 | 白色        | 綠色        |
| ---- | ----------- | ----------- |
| RGB  | 255 255 255 | 000 128 000 |
| HTML | FFFFFF      | 008000      |
| HSV  | 0 0 100     | 120 100 51  |

- 白色 — 雪地
- 綠色 — 樹林

## 歷史
| 國旗 | 國家                                                   | 使用           |
| ---- | ------------------------------------------------------ | -------------- |
|      | 大蒙古國                                               | 1206年－1242年 |
|      | 金帳汗國                                               | 1242年－1405年 |
|      | 西伯利亞汗國                                           | 1405年－1598年 |
|      | 俄羅斯沙皇國                                           | 1552年－1668年 |
|      | 俄羅斯沙皇國                                           | 1668年－1693年 |
|      | 俄羅斯沙皇國                                           | 1693年－1721年 |
|      | 俄羅斯帝國                                             | 1721年－1858年 |
|      | 俄羅斯帝國                                             | 1858年－1883年 |
|      | 俄羅斯帝國                                             | 1883年－1914年 |
|      | 俄羅斯帝國                                             | 1914年－1917年 |
|      | 俄羅斯臨時政府                                         | 1917年－1917年 |
|      | 俄羅斯共和國                                           | 1917年－1918年 |
|      | 西伯利亞鄂木斯克臨時政府西伯利亞符拉迪沃斯托克臨時政府 | 1918年－1918年 |
|      | 西伯利亞共和國                                         | 1918年－1918年 |
|      | 全俄臨時政府                                           | 1918年－1920年 |
|      | 俄羅斯蘇維埃共和國                                     | 1920年－1922年 |
|      | 俄羅斯蘇維埃社會主義共和國 （西伯利亞邊疆區）          | 1922年－1991年 |
|      | 俄羅斯聯邦 （西伯利亞聯邦管區）                        | 1991年－1993年 |
|      | 俄羅斯聯邦 （西伯利亞聯邦管區）                        | 1993年－至今   |